# Bletilla formosana
Bletilla formosana é uma espécie de orquídea (Orchidaceae) do Sudeste Asiático.